# HD 154345
HD 154345 또는 글리제 651은 허큘리스자리에 있는 황색 왜성이다. 겉보기 등급은 +6.5로 맨눈으로 관찰할 수 없지만 쌍안경으로 쉽게 찾아볼 수 있다.

## 행성계
2006년에 장시간에 걸쳐 넓은 궤도를 공전하는 행성을 시선속도법으로 관찰했으며, 2007년 5월에 HD 154345 b라는 이름으로 발표되었다. 모항성과의 거리는 4~4.5AU로, 1회 공전하는 데 9~9.5년이 소요된다.
생명체 거주가능 영역은 0.754AU로, 태양계보다 가까이 위치하며 그 폭도 좁다.